# 中国共产党杭州市委员会
中国共产党杭州市委员会（简称中共杭州市委），是中国共产党在浙江省杭州市的领导机关。

## 历史沿革
1922年7月中共二大后，中共上海地执委兼区执委（又称上海地执委兼江浙区执委）领导上海与江浙两省地方党组织的建立与发展工作。为了做好杭州的建党工作，中共上海地委负责人徐梅坤于8月底专程来到杭州。9月初，徐梅坤召集在杭州的3位中国共产党党员于树德（由中共北京区委指派）、金佛庄和沈干城在皮市巷3号开会，成立中国共产党杭州小组（简称中共杭州小组），于树德担任组长。这是浙江省最早建立的中国共产党地方组织。
1923年春，在吸纳徐白民、唐公宪、何赤华、倪忧天入党后，中国共产党杭州小组扩展为中国共产党杭州支部（简称中共杭州支部），于树德任书记。同年5月，于树德和金佛庄作为浙江代表赴广州，后列席6月份的中共三大，安体诚接任中共杭州支部书记。同年10月，因部分党员根据工作需要调离杭州，上海地执委兼区执委决定暂将杭州支部改为上海区执行委员会第五组(杭州组)，安体诚任组长。
1924年1月，上海地执委兼区执委批准宣中华、戴任入党，恢复中共杭州支部建制，仍由安体诚任书记。1924年4月，中共中央决定撤销上海区，上海地执委兼区执委改建为上海地执委，只管辖上海市区内的工作，南京地执委、杭州支部则直属于中央领导。1925年8月，上海地执委根据中共中央决议改建为上海区执委（又称江浙区执委），重新领导中共在苏浙沪地区的工作。中共杭州支部又归属上海区执委领导。同年9月，中共杭州支部改为中共杭州独立支部（简称杭州独支），华林任书记，共有党员18名，下辖闸口支部、省党部支部、大江支部和金华支部。1925年12月，党员增至30余人，上海区执委决定在杭州独立支部的基础上成立杭州地方委员会（简称中共杭州地委）。1926年1月，顾作之任书记。7月后，唐公宪（未到职）、贺威圣（化名瑚珊）任书记。同年秋，贺威圣被捕，并于11月12日在杭州清波门外梅东校场就义。
1927年1月，庄文恭任书记，在杭州平海街瓦灰弄重建地委机关。同年4月因四一二事件，党组织遭到破坏。6月，庄文恭根据指示，同出席中共五大的赵济猛等人，以中共杭州地委机关为基础，成立中国共产党浙江省委员会（简称中共浙江省委）。同时新建中共杭州中心区委，负责全市城区党的工作。7月，中心区委书记张崇文遭通缉，撤离杭州。中共浙江省委决定将杭州分成上城、中城、下城、江干、西湖、湖墅六个区委，直属省委领导。8月，省委决定合并区委，建立中共杭州支部工作指导委员会，直属省委领导，由宋坎福任书记，管理69个支部，577名党员。9月，中央特派员王若飞前往浙江，传达八七会议精神，并帮助改组浙江省委，同时决定正式建立中共杭州县委，下设城南、城北、西湖等区委，赵刚任书记。11月6日，浙江省委机关遭到破坏，其下的杭州县委也被迫停止活动。12月初，省委机关因无法在杭州立足，迁往宁波，留下2名省委委员和1名省委候补委员在杭州重建中共杭州县委。省委委员沈资田任杭州县委书记，机关移驻西牌楼32号。12月10日，杭州县委贯彻省委关于组织工农武装暴动决议案，在西湖饭店研究和部署西湖、西镇农民暴动计划，被特务侦悉，沈资田及县委常委赵晋先、池菊庄、徐进仁等均被捕，机关遭破坏。12日，浙江省委派常委梅电龙（梅龚彬）从宁波赶到杭州，维护党在杭州的工作现状。梅电龙在西镇的一个小寺庙里，召开了党的活动分子会议。会上重新传达了省委关于“目前一切工作，以工农独裁革命武装暴动为目标”的工作方针决议案，并组织与会同志讨论了西镇工作大纲，会议选举产生了中共杭州临时县委，下设1个西镇区委，所辖6个农民支部，曹兰芬（曹素民）任临时县委书记。
1928年4月，杭州临时县委改组为中共杭州市委，张松生任书记。下辖3个区委，共8个支部、140名党员。1929年2月，杭州市委遭破坏。3月，重建杭州市委，郑馨任书记。4月，由于省委机关屡遭破坏，无法统一领导全省工作，中央召集浙江省各重要地域负责人在上海召开浙江工作会议。17日，会议作出《浙江问题决议案》，决定取消省委，加紧直达地方的巡视工作，划分杭州、宁波、永嘉、台州、湖州、兰溪6个中心县委，直属中央。19日，浙江省委建制取消，中共杭州中心市委成立。因郑馨患病，江平任书记，指导周边萧山、绍兴等7个外县党的工作。5月，市委机关被破坏，郑馨再次担任书记，下设21个支部，169名党员。6月，成立中共杭州狱中特别支部，徐建三、邹子侃等历任书记。8月，中共杭州中心市委改为中共杭州市委，中央派邵天民来杭州主持工作，下设2个区委，7个基层支部和杭州狱中特别支部。12月20日，邵天民被捕，组织复遭破坏:7。
1930年3月5日，中央公布了新组建的中共杭州中心市委成员名单，郑馨第三次担任书记。1930年4月30日，中共中央巡视员卓兰芳到杭州贯彻中央70号通告，决定改变目前杭州中心市委领导斗争的组织形式，主持建立了以党、工、团为主体的杭州市行动委员会（简称杭州市行委），积极组织各地农会分粮抗租，组织城市工人罢工和兵变。6月，中央鉴于诸暨暴动、西镇农民暴动失败，城市工人参加罢工而被开除等原因，指示杭州结束杭州市行委，恢复中共杭州市委，书记仍由郑馨担任。7月，郑馨返回上海，何达人代理书记。9月，郑馨受指派回杭州组建中共浙北特委。10月，浙北特委改组为中共杭州中心县委，何达人任书记，机关设于学士路31号。11月4日，中心县委遭到破坏，何达人被捕，宣坤松接任书记。1931年2月，杭州中心县委再次被破坏。自此，杭州党组织活动中断:8。
1932年6月，中共中央特派员刘云生、巡视员李子芬先后到达杭州，与在3月因一·二八事变疏散迁来杭州的中共上海法学院支部取得联系并重新接上关系。7月，在上海法学院支部的基础上成立中共杭州特别支部，为中央直属，朱剑农、屠伯禾历任书记，组织和领导杭州左翼作家联盟、五月花剧社、杭州社会科学工作者联盟等左翼文化抗日团体进行反帝抗日活动，出版《硕大》、《三三》等秘密刊物，并开展多种形式的经济斗争。8月4日，杭州特支被破坏，主要领导人被捕。1933年1月，中共浙江省临时工作委员会（中共浙江省临工委）在杭州成立，沈先定任书记，并负责杭州地区的工作。3月，叶公被捕后供出了沈先定的住址，沈先定被捕后叛变，供出了省临工委组织名单。自此，杭州市区党组织活动陷入停顿状态。
1937年12月24日，侵华日军分三路进入杭州，杭州沦陷。从1941年开始，中共江苏省委所属的中共上海职员运动委员会（中共上海职委）、中共上海工人运动委员会（中共上海工委）、中共苏南区委、中共浙东区委分别派人赴杭州开展组织工作。1942年7月，中共上海工委系统企业党委书记王惠民受刘宁一指派来杭州考察工作情况。在杭期间，王惠民、胡天民、金秉礼组建中共杭州临时支部（杭州临时党支部），王惠民任书记。因金秉礼8月底调去兰溪县特工队，王惠民9月调离，临时支部停止活动。1943年5月，中共浙东区委派柯里等人来杭州，成立中共杭州市临时工作委员会（简称中共杭州市临工委），开展城区社会基本情况调查和敌伪情报收集工作。同年，中共苏南区委派罗希明赴浙西开展工作，同时在杭州市区发展党员:13。
1945年10月，中共浙东区委城工委派王槐秋、方晓、方琼等人秘密进入杭州，与杭州市临工委书记柯里会合。1946年3月，杭州市临工委改组为中共杭州市工作委员会（中共杭州市工委），王槐秋任书记。1947年1月，中共中央上海分局成立，市工委划归上海分局领导。2月，在上海分局青年组领导下，建立中共浙江大学支部。6月，王槐秋调至台州，上海局决定取消杭州市工委建制，改为特派员制，柯里、方晓任特派员。1947年12月中旬，中共中央上海局决定成立以浙江大学支部为基础的中共杭州工作委员会（中共杭州工委），书记洪德铭（次年1月由陈向明接任），下辖浙江大学、之江大学、英士大学三个支部和中学区委。1948年12月，上海局决定重新恢复中共杭州市工作委员会（中共杭州市工委），柯里任书记，方晓任副书记:15。
1949年3月，中共中央上海局决定将分属两个系统的中共杭州工委和中共杭州市工委合并，成立中共杭州市委（地下），林枫任书记，领导全市人民开展护厂护校运动，进行统一战线、策反工作。5月3日，杭州解放。5月11日，中共浙江省委作出了《关于结束前杭州市委工作与成立新杭州市委的决定》，成立新的中共杭州市委，谭震林任书记，杨思一、张劲夫任副书记。1949年8月31日，中共中央华东局批准，江华到职任杭州市委书记。1950年6月14日至19日，中共杭州市第一次代表会议召开，正式代表218名、列席代表75名。会议的主题是全面总结一年来的工作，明确工作任务，号召全市人民迅速恢复国民经济，建设新杭州。1951年7月7日，经中共浙江省委批准，杭州市委调整，林枫任书记，钱敏任副书记。1952年4月18日，陈伟达任书记，吴宪任副书记。1953年7月6日，吴宪任书记。
1956年6月11日至16日，中国共产党杭州市第一次代表大会在浙江省人民大会堂(开元路以北、将军路以南)召开，会议选举产生中国共产党杭州市第一届委员会，吴宪当选为市委第一书记。1962年4月12日，接省委通知，市委第一书记和书记处书记改称市委书记、副书记。
1967年12月20日，杭州市革命委员会（简称杭州市革委会）成立，王子达任主任。1968年4月中旬，中国共产党杭州市革命委员会核心领导小组（简称中共杭州市革委会核心领导小组）成立，王子达任组长。1970年10月29日至31日，中共杭州市第四次代表大会召开。会议结束了杭州市革委会核心领导小组的工作，选举产生中国共产党杭州市第四届委员会，王子达当选书记。

## 职责
根据《中国共产党地方委员会工作条例》，中国共产党地方委员会主要实行政治、思想和组织领导，承担下列职能：
1. 对本地区重大问题作出决策。
2. 通过法定程序使党组织的主张成为地方性法规、地方政府规章或者其他政令。
3. 加强对本地区宣传思想文化工作的领导，牢牢掌握意识形态工作领导权、话语权。
4. 按照干部管理权限任免和管理干部，向地方国家机关、政协组织、人民团体、国有企事业单位等推荐重要干部。
5. 支持和保证人大、政府、政协、法院、检察院、人民团体等依法依章程独立负责、协调一致地开展工作，发挥这些组织中党组的领导核心作用。
6. 加强对本地区群团工作和统一战线工作的领导。
7. 动员、组织所属党组织和广大党员，团结带领群众实现党的目标任务。

## 机构设置
根据2018年12月28日中共中央备案通过、省委省政府批复《杭州市机构改革方案》，中国共产党杭州市委员会设置以下工作部门：
- 中共杭州市委办公厅
- 中共杭州市委组织部（杭州市公务员局、中共杭州市委新经济与新社会组织工作委员会办公室、中共杭州市委人才办公室）
- 中共杭州市委宣传部（杭州市新闻出版局、杭州市版权局）
- 中共杭州市委统一战线工作部（杭州市人民政府侨务办公室）
- 中共杭州市委政法委员会（中共杭州市委建设平安浙江领导小组办公室）
- 中共杭州市委政策研究室
- 中共杭州市委全面深化改革委员会办公室（杭州市最多跑一次改革办公室）
- 中共杭州市委全面依法治市委员会办公室（设在杭州市司法局）
- 中共杭州市委国家安全委员会办公室（设在中共杭州市委办公厅）
- 中共杭州市委网络安全和信息化委员会办公室（设在中共杭州市委宣传部，加挂杭州市互联网信息办公室牌子）
- 中共杭州市委财经委员会办公室（设在中共杭州市委政策研究室）
- 中共杭州市委外事工作委员会办公室（设在杭州市人民政府外事办公室）
- 中共杭州市委台湾工作办公室（杭州市人民政府台湾事务办公室）
- 中共杭州市委机构编制委员会办公室
- 中共杭州市委审计委员会办公室（设在杭州市审计局）
- 中共杭州市委教育工作领导小组秘书组（设在杭州市教育局）
- 中共杭州市委农村工作领导小组办公室（设在杭州市农业农村局）
- 中共杭州市委直属机关工作委员会
- 中共杭州市委保密委员会办公室（杭州市国家保密局）
- 中共杭州市委机要局（杭州市密码管理局）
- 中共杭州市委巡察工作领导小组办公室
- 中共杭州市委老干部局

### 直属事业单位
- 中共杭州市委党校（杭州市行政学院、杭州市社会主义学院、中共杭州市委讲师团、杭州中华文化学院）
- 杭州日报报业集团（杭州日报社）
- 中共杭州市委党史研究室（杭州市人民政府地方志办公室）
- 杭州国际城市学研究中心（杭州研究院）

## 历届组成人员
第一届
- 任期：1956年6月－1959年12月
- 第一书记：吴宪
- 书记处书记：王平夷、王子达、孙文成、李元贞（1957年7月任）、冼依（1958年10月任）、关器（1959年2月任）
- 常委：丁经五、周峰、顾春林、张世祥、张振国、胡景瑊、万进东

第二届
- 任期：1959年12月－1963年1月
- 第一书记：吴宪 → 王平夷（1962年4月任）
- 书记处书记：王平夷、王子达、关器、李元贞、李濒如、陈侠（1961年4月任）、高复隆（1961年4月－1962年）
- 常委：顾春林、丁经五、周峰、张世祥、张振国、万进东、胡景瑊

第三届
- 任期：1963年1月－1967年12月
- 书记：王平夷
- 副书记：王子达、关器、陈侠、李元贞、李濒如、胡景瑊（1964年8月任）、周峰（1964年8月任）
- 常委：顾春林、丁经五、张世祥、万进东、胡景瑊、胡先汉、钱铭歧、蒋国钧

第四届
- 任期：1970年10月－1983年11月
- 书记：王子达
- 第一副书记：汪石川
- 第二书记：王醒（1973年7月任）
- 副书记：徐树年、邱强、周峰、程忠顺、陈安羽（1972年11月任）、陈侠（1972年11月任）

1975年7月后：
- 第一书记：张子石 → 张敬堂（1979年2月任） → 陈安羽（1981年6月任）
- 第二书记：陈文书 → 陈安羽（1979年任）
- 书记：周峰、陈侠、张紫萍、李克昌、邢子陶（1979年任）
- 副书记：高峰、王富生、高子成（1979年任）

1983年4月后：
- 书记：厉德馨
- 副书记：锺伯熙、张浚生、许行贯、杨招棣（1983年10月任）

第五届
- 任期：1983年11月－1988年11月
- 书记：厉德馨 → 吴仁源（1987年5月任）
- 副书记：锺伯熙、张浚生、许行贯、杨招棣

第六届
- 任期：1988年11月－1993年10月
- 书记：吴仁源 → 李金明（1992年2月任）
- 副书记：

第七届
- 任期：1993年10月－1998年11月
- 书记：李金明
- 副书记：

第八届
- 任期：1998年11月－2002年2月
- 书记：李金明 → 王国平（2000年4月任）
- 副书记：

第九届
- 任期：2002年2月－2007年2月
- 书记：王国平
- 副书记：茅临生、于辉达、朱报春、王建满、叶明

第十届
- 任期：2007年2月－2012年2月
- 书记：王国平 → 黄坤明（2010年1月任）
- 副书记：蔡奇、叶明、王金财

第十一届
- 任期：2012年2月－2017年2月
- 书记：黄坤明（2012年2月[9]－2013年10月） → 龚正（2013年10月－2015年8月） → 赵一德（2015年9月－）
- 副书记：邵占维（2013年3月逝世）、王金财（2014年2月调离）、俞东来（2016年11月任）
- 常委：黄坤明、邵占维（2013年3月逝世）、王金财（2014年2月调离）、杨戌标、许勤华、翁卫军、柯良栋、罗悦明、陈必凯、俞志宏、徐立毅、张仲灿、俞东来（2013年5月任）

第十二届
- 任期：2017年2月－2022年2月
- 书记：赵一德（2018年3月调离） → 周江勇（2018年5月任，2021年8月落马） → 刘捷（2021年12月任[10]）
- 副书记：徐立毅（2019年6月调离）、马晓晖（2018年2月调离）、张仲灿（2018年5月任，2020年8月调离）、刘忻（2020年4月任）、佟桂莉（2020年8月－2022年1月[11]）
- 常委：赵一德（2018年3月调离）、徐立毅（2019年6月调离）、马晓晖（2018年2月调离）、张仲灿（2020年8月调离）、佟桂莉、叶寒冰（2018年1月调离）、陈擎苍、戚哮虎、盛阅春、许明、戴建平、毛溪浩、刘德生（2017年8月任）、金志（2018年5月任）、陈新华（2018年8月任）、张振丰（2018年9月任）、胥伟华（2021年4月任）

第十三届
- 任期：2022年2月－
- 书记：刘捷（－2024年12月）、刘非（2025年4月－）
- 副书记：刘忻（－2022年11月）、金志（－2023年2月）、姚高员（2022年11月－）、马小秋（2023年2月－）
- 常委：刘捷、刘忻（－2022年11月）、金志（－2023年2月）、柯吉欣（－2023年3月）、马小秋、朱建明、唐春所、胥伟华、陈一行、黄海峰、朱华、刘颖、陈瑾、王敏、姚高员（2022年11月－）、刘非（2025年4月－）